# Stefano Gabrini
Stefano Gabrini (Roma, 4 gennaio 1959) è un regista, attore e sceneggiatore italiano.

## Biografia
Conosciuto principalmente come regista, inizia la sua carriera negli anni '80 come regista teatrale. Nel 1986 interpreta il ruolo del protagonista "Luca" in La casa del buon ritorno di Beppe Cino. 
Ha diretto due lungometraggi vincendo diversi premi: in particolare un globo d'oro alla miglior opera prima per Il gioco delle ombre e un Gran Premio della stampa estera per Jurij.

## Filmografia parziale

### Regista e sceneggiatore
- Il gioco delle ombre (1991)
- Jurij (2001)

### Attore
- La casa del buon ritorno, regia di Beppe Cino (1986)

## Riconoscimenti
- Fantafestival
  - 1991 – Premio speciale per Il gioco delle ombre

- Globo d'oro
  - 1992 – Miglior opera prima per Il gioco delle ombre
  - 2002 – Gran Premio della stampa estera per Jurij
  - 2002 – Nomination Miglior regista per Jurij

- Giffoni Film Festival
  - 2001 – Free To Fly - Miglior attore protagonista Rajmund Onodj in Jurij

- Castellinaria International Festival of Young Cinema
  - 2002 - Silver Castle per Jurij